# Río de Oró-i ütközet
A Río de Oró-i ütközet egy kisebb tengeri összecsapás volt az első világháború elején egy brit könnyűcirkáló és egy német segédcirkáló között Afrika északnyugati részén, az akkori Spanyol-Szahara partjainál. A segédcirkálóvá átalakított Kaiser Wilhelm der Große óceánjáró szenet vételezett a semleges vizeken, mikor a Highflyer felbukkant és megadásra szólította fel. Miután a németek ennek nem tettek eleget, a britek tüzet nyitottak és egy másfélórás harc vette kezdetét. A tűzharcban mindkét hajó sérüléseket szenvedett, közben a három szénszállító el tudott menekülni. Miután a lőszerük elfogyott, a német legénység elsüllyesztette a csaknem teljesen sértetlen hajóját és a szárazföldre távozott.
Az eset során mindkét fél megszegte a nemzetközi egyezményeket, a németek mivel huzamosabb ideig a spanyol felségvizeken horgonyozva lényegében támaszpontként használták a semleges területet, a britek pedig az ellenük indított támadással.

## Előzmények
A francia hadüzenetet követően a Brémában horgonyzó Kaiser Wilhelm der Große óceánjárót a német haditengerészet 1914. augusztus 2-át követő napokban segédcirkálóvá alakíttatta át. A Norddeutscher Lloydhoz tartozó hajó Max Reymann fregattkapitány parancsnoksága alatt augusztus 5-én elhagyta Németországot és a Horns Rev érintésével Norvégia felé vette az irányt, majd az Izland és Grönland közötti Dánia-szoroson áthajózva kijutott az Atlanti-óceánra. A konvencionális segédcirkálók közül ez volt az egyetlen, melynek a – még viszonylag gyenge – brit blokádot áttörve sikerült ezt végrehajtania. Az utasításainak megfelelően Afrika északnyugati partjainál, a Kanári-szigetek és az Azori-szigetek környékén kellett találkoznia a támogatására küldött szénszállítókkal és kereskedelmi háborút folytatni a térségben. Mire ide eljutott, addigra az üzemanyagkészlete már csaknem teljesen kimerült. A bevetési területén több hajót megállított és három ellenséges hajót elsüllyesztett, de a szénhiány miatt biztonságos horgonyzóhelyet kellett keresnie.
Emiatt a Spanyol-Szaharához tartozó Río de Oro csekély forgalmú kikötőhelye felé vette az útját. Augusztus 17-én reggel már csak 500 t készlettel ért ide és itt találta a Duala szénszállítót. A Duala azt jelentette a segédcirkálónak, hogy nem észlelte a közelben meghatározott találkozási vonalon a segédcirkáló által várt gőzöst, mire az visszatért a meghatározott szakaszra, de ő sem talált rá. Eközben élénk ellenséges rádióforgalmat észleltek, amiből a segédcirkálón arra következtettek, hogy a napokkal korábban továbbengedett és kikötött hajók hírül adták a jelenlétét.
Elkerülendő, hogy csekély szénmennyiséggel ellátva találjanak rá a brit cirkálók, visszatért a Río de Oro-félsziget végén lévő Punta Durnfordhoz (Durnford-fokhoz), ahol horgonyt vetett. Közvetlenül ezután a közeli, 10 km-re lévő spanyol erőd egyik tisztje érkezett a fedélzetre az erődparancsnok képviseletében. A tiszt megérdeklődte a hajó nemzetiségét, nevét és hogy csapatszállító hajó-e. Közölték vele, hogy a hajó a Kaiser Wilhelm der Große, de emellé azt a téves információt adták, hogy a hajónak gondjai vannak a hajtóműveivel és ezért hosszabb ideig itt kényszerül maradni. Este hozzáláttak a Dualáról való szénvételezésnek.
A spanyol kikötőben három kisebb hajó tartózkodott a németek érkezésekor, de mivel egyik sem rendelkezett rádióberendezéssel, innen pedig Las Palmas 300 tmf-re volt északra, szemben a tengeráramlással és a széllel, nem tartottak attól, hogy információkkal szolgálhatnának az ellenségnek. Az egyik halászgőzös augusztus 18-án azonban elhagyta a kikötőt és 23-án Las Palmasba érve hírét vitte a német hajók felbukkanásának az afrikai partoknál.
Augusztus 19-én az erőd parancsnoka érkezett a segédcirkálóra azzal a kéréssel, hogy mutassák meg neki a gépeknél jelentkezett problémákat, egyúttal megérdeklődte, hogy miért nem viszonozták az általa küldött tiszt látogatását. Ez utóbbit az erős hullámzással és a rossz időjárással indokolták meg. Ebből kiderült, hogy a spanyol hadihajónak tekintette a segédcirkálót, ugyanakkor nagy jószándékot tanúsított irányukban.
A segédcirkáló augusztus 20-án befejezte a szénvételezést a Dualáról, de ezzel együtt is csak 1221 tonnával rendelkezett, míg a dél-amerikai partok eléréséhez 2500 tonnára lett volna szüksége. Ezért a Dualát Las Palmasba küldte, hogy ott szerezzen be újabb készleteket. A Las Palmas-i etap jelentős mennyiségű üzemanyagról gondoskodott, de az 5000 t szenet szállító Slawentzitzet az ellenség elfogta, a Walhallát 2000 t szénnel pedig a Kronprinz Wilhelm segédcirkáló vitte magával.
A Duala épségben megérkezett Las Palmasba és az ottani német konzul utasítására a Río de Oróhoz küldött Magdeburg gőzös 1400 t szénnel már augusztus 24-én beérkezett. Azonnal hozzáláttak a szén átvételének. Másnap, augusztus 25-én érkezett meg az Arucas (1500 t szén) és a Bethania (6000 t szén). Utóbbi azonnal mellé állt, és így egyszerre két hajóról töltötték fel a segédcirkálót. Hamarosan a Magdeburgot az Arucas váltotta és a Magdeburg a három hajó előtt helyezkedve, azoktól 500 méterre helyezkedett. Másnap délig 2100 tonnára sikerült a készleteket feltölteni (a szükségesnek ítélt 2500-ból).

## Brit intézkedések a segédcirkáló elfogására

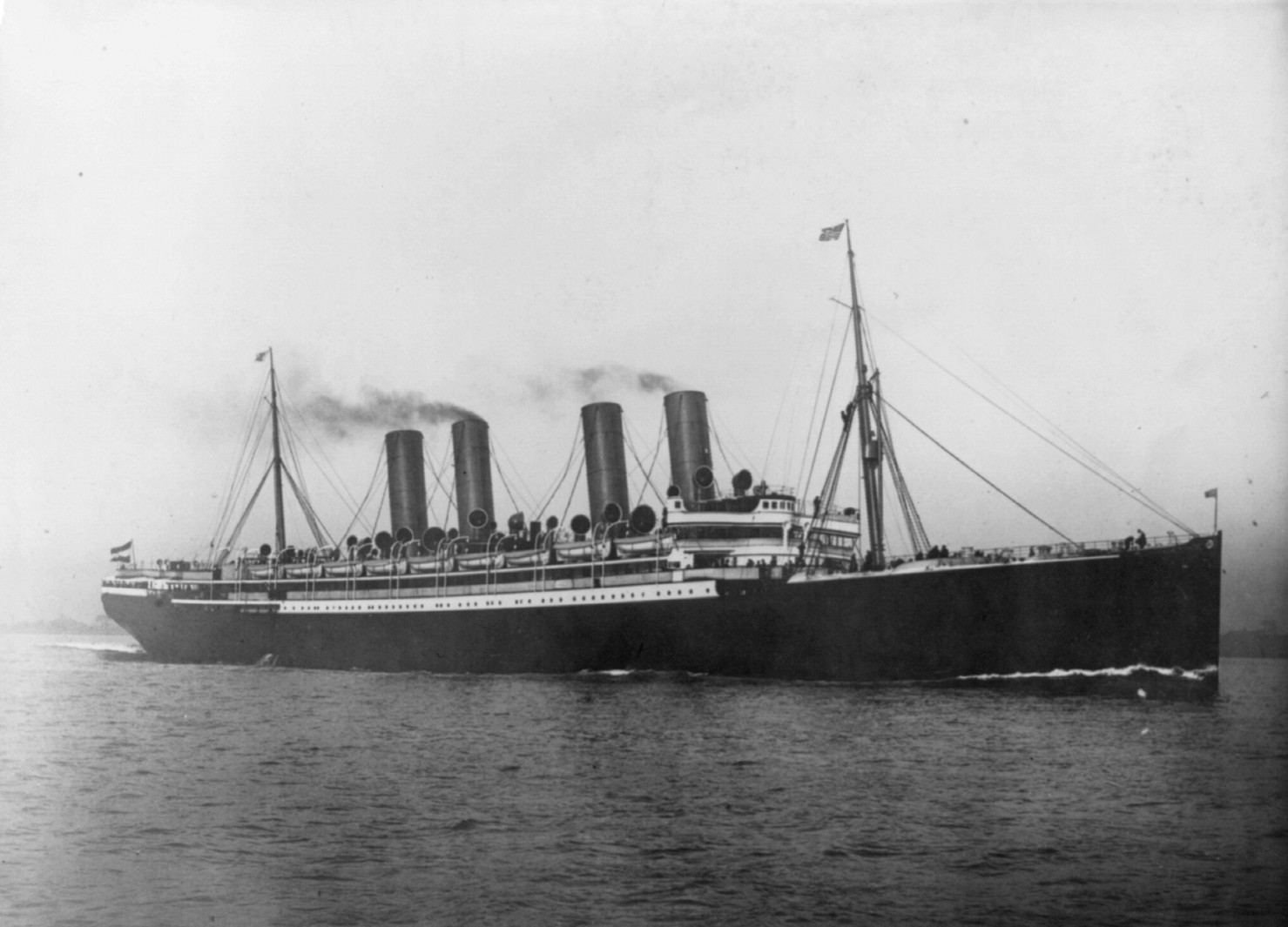
A Kaiser Wilhelm der Große még utasszállítóként, 1897-ben

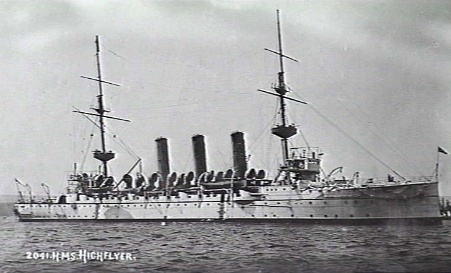
A Highflyer brit cirkáló

Britekhez augusztus 17-én ért el a segédcirkáló felbukkanásának a híre. Mivel a Togo elleni hadműveletek nagyban lekötötték a britek Nyugat-afrikai Hajóraját, annak kötelékéből csak a Cornwall állt a rendelkezésükre a német segédcirkáló elleni fellépéshez. Az admiralitás értesülve a Las Palmasból érkező hírről azonnal intézkedéseket hozott a német segédcirkáló elfogására.
Első lépésként a portugál partoknál lévő Highflyert küldték le a Cornwall támogatására és több a térségben áthaladó hajónak is feladatul adták az itteni vizek átfésülését, így a Nyugat-Afrikába tartó Challenger és Minerva cirkálóknak, valamint a brazil partok felé tartó Macedonia segédcirkálónak. Ugyanígy a Fokföldre tartó Armadale Castle és Kinfauns Castle segédcirkálókat és a Dél-Amerikába tartó Otranto segédcirkálót is bevonták a kutatásba. A britek a következő napokban két német szénszállítót is elfogtak, de a Kaiser Wilhelm tartózkodási helyéről csak augusztus 24-én értesültek Las Palmasból, miután előző nap megérkezett ide az említett halászhajó. A konzul jelentése szerint augusztus 17-én ért a Río de Oróhoz a Duala szénszállító társaságában és a 48 órás tartózkodási időt túllépve augusztus 22-én hajózott el látszólag New York irányába. Henry Buller fregattkapitányt (captain), a Highflyer parancsnokát azonnal értesítették, mire ő teljes sebességgel Río de Oro felé vette az útját.

## A szembenálló erők összehasonlítása
Polgári hajóból átalakított segédcirkálóként a Kaiser Wilhelmnek – papíron –  nem sok esélye volt a Highflyerrel szemben. Az óceánjárót sietve fegyverezték fel indulása előtt két nap alatt. Fő fegyverzetét a hat darab régi típusú, 1888-as tervezésű 10,5 cm-es ágyú adta, melyek közül négyet a hajó orrán, kettőt a tatján helyeztek el. Egyszerre maximum hárommal lehetett egy célpontra tüzet leadni. Emellett még kapott két 3,7 cm-es löveget is, melyeket a második kémény két oldalán helyeztek el. A fő lövegekhez 400, a kis lövegekhez 200 darab lőszert vitt magával. (Ezekből legalább 53-at ellőtt korábban.) A 10,5 cm-es lőszer tömege 15 kg volt, így egy sortűz alkalmával 45 kg lövedéket küldhetett a célpont irányába maximálisan 8000 m távolságra. 2778 m távolság alatt szóhoz juthattak a 3,7 cm-es gépágyúk (francia gyártmányú revolverágyúk) is, de ezek 0,505 kg-os lövedékei jelentősen nem járultak hozzá a tűzerőhöz.
A brit könnyűcirkáló – korabeli besorolása szerint másodosztályú védett (páncélfedélzetes) cirkáló – ezzel szemben jelentős tűzerővel bírt. A 11 darab 152 mm-es ágyújából egyszerre hattal tüzelhetett egy célpontra, ami a 45 kg-os lőszerrel 270 kg-os sortüzeket jelentett maximálisan 9100 m távolságra. A másodlagos fegyverzetét adó 9 darab 76 mm-es ágyúk közül öttel adhatott le sortüzet legfeljebb 10 740 m távolságra. 5,67 kg-os lövedékekkel ez 28,35 kg-os sortüzenkénti lőszertömeget jelentett. A Highflyer rendelkezett még hat darab 47 mm-es löveggel is, melyeket 5900 méteren belülre kerülve használhatott csak és 2 kg-os lövedékeket lőhettek ki velük. A brit cirkáló torpedóvető csöveit nem alkalmazta az összecsapás során.

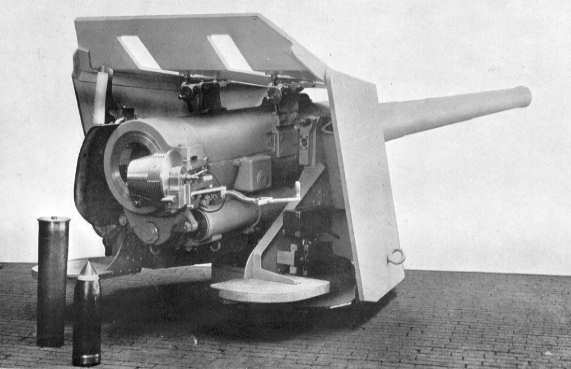
A Highflyer fő fegyverzetét 11 db ehhez hasonló 152 mm-es (QF 6-inch L/40) gyorstüzelő ágyú képezte

A brit cirkáló számára jelentős előnyt jelentett a páncélzata. A fedélzetét 38-76 mm, a lövegpajzsait 76 mm, a parancsnoki tornyát 152 mm vastag páncélzat borította és a hajtóművekhez vezető lejárat is 127 mm vastag páncéllemezekkel volt védve. A hajótestet magát nem védte külön páncélzat. A német segédcirkáló ezzel szemben polgári hajóként egyáltalán nem rendelkezett páncélzattal.
A brit cirkáló 1913 augusztusától kadétok kiképzőhajójaként szolgált. Augusztus első napjaiban több tucatnyian, köztük tartalékosok csatlakoztak a legénységéhez és a tiszti karához. A háború kitörésekor helyezték át a finisterre-foki állomáshelyre (Cape Finisterre Station). Augusztus 26-án Las Palmas előtt járőrözött, mikor a riasztást kapta és innen indult el Río de Oro irányába.
A Kaiser Wilhelm legénységét két nap alatt töltötték fel, a 24 tiszt mellett 178 fő volt aktív állományban és 382 tartalékos, így Raeder közlése szerint összesen 584 főnek kellett a fedélzetén szolgálnia. Arps tüzértiszt jelentése szerint a lövegkezelők aktív szolgálatban lévők közül kerültek ki illetve olyanokból, akik nemrég váltak ki az aktív szolgálatból és mindannyian tüzérségi specialisták voltak. Ez az állítás különösen érdekes, mert egyes későbbi brit állítások szerint a segédcirkáló kudarcának egyik oka a gyengén képzett lövegkezelők lettek volna.

## Az összecsapás
Röviddel dél előtt a segédcirkálóról északi irányban egy hajót észleltek, amit 12:30-kor brit cirkálóként azonosítottak. A Kaiser Wilhelm der Große kazánjai 14 csomós sebesség eléréséhez voltak felfűtve, de ekkor hozzáláttak az összes kazán felfűtésének. Reymann fregattkapitány bizonyosra vette, hogy a britek tiszteletben fogják tartani Spanyolország semlegességét, ezért folytatta a szénvételezést. 12:45 és 13:15 között a Highflyerként azonosított cirkálóval az alábbi fényjelzésekkel folytatott párbeszéd zajlott le:
[Highflyer: Highflyer.]
Highflyer: Adja meg magát.
Kaiser Wilhelm der Große: (nincs válasz)
Highflyer: Felszólítom adja meg magát.
Kaiser Wilhelm der Große: A német hadihajók nem adják meg magukat. Felszólítom tartsa tiszteletben a spanyol semlegességet.
Highflyer: Második alkalommal vételez szenet ebben a kikötőben. Felszólítom adja meg magát. Ha nem tesz így, azonnal tüzet nyitok.
Kaiser Wilhelm der Große: Első alkalommal vételezek itt szenet. Egyébként ez egy spanyol ügy.
Highflyer: Azonnal adja meg magát. 
Kaiser Wilhelm der Große: Nincs mit mondanom Önnek.
A brit állítások szerint Buller a szénszállítókat is felszólította, hogy távolodjanak el a hadihajótól, de azok ennek nem tettek eleget. Ezt követően 13:16-kor a Highflyer 8800-9200 m távolságból tüzet nyitott – a brit leírás szerint egy figyelmeztető lövést leadva a németektől jobbra (délnyugatra) célozva – amit a Kaiser Wilhelm der Große azonnal – célzott lövésekkel – viszonzott. Mivel kifutni már nem tudott, Reymann úgy döntött, lehorgonyozva vívja meg a csatát. Elkerülendő a felesleges véráldozatot a személyzet harchoz nélkülözhető tagjait a mellette álló hajókra, a Bethaniára és az Arucasra küldte át a titkos iratokkal és az elfogott brit hajók személyzetével együtt. A foglyok mind a portugál hajóra lettek átküldve. Reymann parancsára ezután amilyen gyorsan csak tudtak, el kellett távolodniuk a harcban álló segédcirkálótól.
A britek a német leírás szerint a civil hajókra való tekintet nélkül tüzeltek. Az egyik első sortüzükkel eltalálták a Magdeburgot, mely 500 méterre állt a segédcirkáló előtt. Az első lövések leadásakor a Highflyer a német hajóktól pont északra helyezkedett és egy baloldali fordulást hajtott végre, teljes jobb oldalát mutatva a németek felé, így teljes sortüzeket adhatott le. A fordulást végrehajtva délnyugati irányra állt és a bal oldali lövegeivel folytatta a tüzelést.
A németek a harc kezdetén 8800 méterben állapították meg a távolságát. Ekkor csak a két jobb oldali elülső ágyút tudták bevetni, mivel a célpont tőlük 20 fokra helyezkedett. A lövegekkel a legnagyobb lőtávolságot beállítva adtak le jól irányzott lövéseket, de mivel ezek az ágyúk még a régi típusú 10,5 cm-esek voltak (10,5 cm SK C/88), melyek maximális lőtávolsága 8000 m volt, nem érték el a célpontot. Ezért megparancsolták a lövegkezelőknek, hogy a lövegek emelhetőségét korlátozó rudat (Aufsatzstange) annyira húzzák ki, hogy körülbelül 400 méterrel nagyobb lőtávolságot lehessen elérni, majd a továbbiakban ezzel a módszerrel állították be becslés alapján a lőtávot. E nehézségek ellenére már a negyedik sortűzzel sikerült belőni a brit cirkálót. Hamarosan mindkét lövegtől azt jelentették, hogy a túlhevültség miatt használhatatlanná váltak (nem volt hátrasiklásuk). Miután ezt az üzemzavart sehogyan sem tudták kezelni, a tüzértiszt, Arps sorhajóhadnagy a tüzelés folytatását rendelte el. Újabb négy lövés leadása után a jobboldali második ágyú felső lövegtalpa a csővel együtt hátrabicsaklott.
Ahogy előttük a brit cirkáló jobbról balra elhaladt, a bal oldali elülső ágyú is a hajóorr felett keresztben átlőve becsatlakozhatott a küzdelembe, épp mikor a jobb oldali második kivált. Hasonló módon a jobb oldali elülső löveg is tovább nyomon követhette a Highflyert balra célozva, és egy rövid ideig a németek három ágyús sortüzeket is lőhettek. Annak ellenére, hogy Németországban merevítőkkel látták el az alépítményeket a felfegyverzéskor megtartott lőpróbákat követően, ezek az első lövések után nagyon gyengéknek bizonyultak. A fedélzetről és a falakról olyan sok szegecs pattant le, hogy a lövegkezelők néha ellenséges lövedékek repeszeinek vélték azokat. A lövések nyomán a fedélzet elemei kilazultak és felpúposodtak, a lövegek csavarozása elnyíródott. A németek a két hátulsó 10,5 cm-es lövegüket a harcban egyáltalán nem tudták használni, mert a célpont egyszer sem került a látómezejükbe.
A brit cirkáló a balra megtett forduló után enyhén közeledve haladt el a segédcirkáló előtt és ahogy annak orrától már kissé balra volt 7600 méterre, ismét irányt váltott és ezúttal jobbra kanyarodva tett meg egy lapos kört, majd ismét bal oldalát mutatva közelített. A német megfigyelések szerint eddigre már négy találat érte. Azonban a német hajó elülső rakterét, mely az egyik lőszerraktárnak is helyet adott, a Highflyer két találata érte a harc elején és ezt teljesen elöntötte a víz. Emiatt a hátsó lövegek lőszerét kellett előre juttatni, amit hamarosan teljesen felhasználtak és 14:50-kor a Kaiser Wilhelm felhagyott a tüzeléssel. Ezt tapasztalva a britek is beszüntették a tüzelést. A segédcirkálót eddig tíz találat érte, de egyik brit lövedék sem robbant fel a hajótesten, hanem csak egy az űrméretének megfelelő lyukat ütött a hajón. Három-három a hajó elejét és közepét, négy pedig a hátulját érte. A németek összesen hét találatot véltek elérni az ellenfelükön és megfigyelésük szerint az az egyik oldalára kissé meg is dőlt. A brit jelentésben nem esik szó az elszenvedett találatok számáról, de a hajónaplóba tett egy bejegyzés több a harc során tönkretett eszközt említ, így a kutter egyik rögzítéséhez szolgáló eszközt, egy a csónakok leengedéséhez szolgáló eszközt, a kutter elülső árbócát és hat mentőmellényt. A listán szereplő eszközökben a károsodást egy konkrét találat idézhette elő.
Mikor a tüzértiszt jelentette, hogy fogytán a lőszer, Reymann parancsot adott a hajó elsüllyesztésére. Ezt elárasztással, a fenékszelepek megnyitásával, majd a korábban már elhelyezett 12 robbanótöltetet felhasználásával oldották meg.
Miután a Kaiser Wilhelm beszüntette a tüzelést a Highflyer is így tett és közben továbbra is lassan közeledett feléje, várakozó álláspontra helyezkedve. Ahogy elég közel ért, a bal oldali 3,7 cm-es ágyúból tüzet nyitottak rá, amit viszonzott. A 3,7-es löveggel csaknem az összes lőszert ellőtték, mire a brit cirkáló a lőtávolságán kívülre manőverezett. Ekkor a brit hajó ismét felhagyott a lövetéssel.
Az összecsapás során a segédcirkáló kb. 250 darab 10,5 cm-es és 60 darab 3,7 cm-es lövedéket lőtt el. A németek a britek által leadott lövések számát 400 körülire becsülték. A brit sortüzek többsége feltűnően messze túllőtt rajtuk. A feléjük repülő lövedékeket tisztán ki lehetett venni, így azt is, hogy sok lövedék repülés közben átfordult a tengelye körül és mintegy harmaduk a fenekével csapódott be a vízbe vagy éppen a hajóba.
Raeder hiányolja, hogy a brit beszámolók nem tértek ki az összecsapás részleteire, mindössze azt említették meg, hogy a Highflyeren egy fő veszítette életét és öten könnyebben megsebesültek. A Highflyer sérülései mindamellett csekélynek bizonyultak és nem volt szüksége Gibraltárba hajózni, habár a londoni admiralitás ehhez engedélyt adott ki számára.

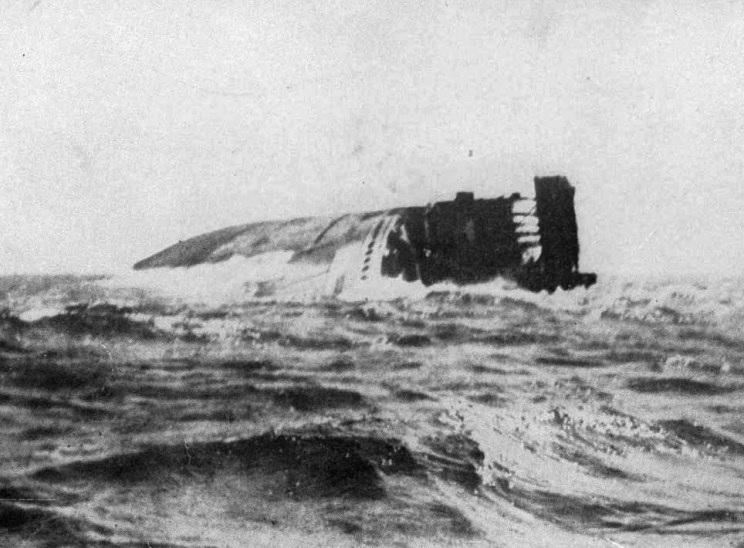
A Kaiser Wilhelm der Große roncsa az elsüllyedésének évében

Amint a hajója kezdett a betörő víz hatására a bal oldalára megdőlni, Reymann átvizsgáltatta a hajó helyiségeit sebesültek vagy halottak után, majd utasítást adott a hajó elhagyására. Ő maga a tüzértiszt, Arps sorhajóhadnagy és Kirchner tartalékos tengerészhadnaggyal a fedélzeten maradt egészen addig, míg az 90 fokban teljesen oldalára nem dőlt és meg nem állapodott a sekély vízben. Mivel a vízmélység 18 m, a hajó szélessége viszont 20 m volt, a jobb oldalának közepe a felszín felett maradt, míg az árbócvégeken lévő lobogó a parancsnoki zászlóval a víz alá merült. Az elsüllyedéskor még előjött egy súlyos sérült, egy korábban a legénységhez csatlakozó önkéntes. Őt a hajót utolsóként elhagyó három tiszt segítségével 16:00 körül egy rájuk várakozó mentőcsónakba rakták. A mentőcsónakokban a legénység háromszoros hurrával búcsúzott a hajótól, majd elénekelték a Deutschlandliedet.
Miközben a németek elhagyták hajójukat, a Highflyer 2-3 tmf távolságra megközelítette őket és két csónakot küldött a part felé közelítő német csónakok után. Az egyik orrában egy zászlójelzést vontak fel, amit a németek nem tudtak kellően kivenni ahhoz, hogy megállapítsák mit jelenthet. A brit leírások szerint a Vörös Kereszt zászlaja alatt küldtek volna orvosi segítséget a túlélőknek. Még mielőtt a britek a parthoz értek volna, a németek már elhagyták a partot. A brit csónakokat ekkor visszahívták.
A három német mentőcsónak 17:00 és 17:30 között ért partot a spanyol fennhatóságú területen. Reymann fregattkapitány mellett hét tisztből, két kormányosból (Vizesteuerleute), 72 altisztből és legénységi állományú tengerészből állt a csoport. A félsziget keleti partja mentén északi irányba, a kb. 12 km-re lévő spanyol erőd felé vonultak el, a két súlyos sebesültet keretekre erősített vitorlavászonból készített hordágyon vitték magukkal. Az erődöt kétórai menet után érték el, itt az erődparancsnok a lehető legjobb fogadtatásban részesítette őket.

## A német legénység további sorsa
A spanyolok egy postagőzössel a 82 német tengerészt Las Palmasba szállították. Ide augusztus 30-án érkeztek meg, két nappal az Arucas után. A spanyol hatóságok őket a portugál hajón lévő többi Kaiser Wilhelm-tengerésszel együtt – összesen mintegy 160 főt – a kikötőben rekedt tucatnyi német hajó némelyikén helyezték el internálás gyanánt. Az Arucasszal érkezett mintegy 120 brit foglyot szabadon bocsátották. Többen megpróbálkoztak a szökéssel. Arps tüzértisztet egy olasz hajó fedélzetéről egy francia cirkáló szállítatta le Genova előtt és került hadifogságba, de Aye első tisztnek egy szintén olasz hajó szénraktárában elbújva sikerült eljutnia a ligur kikötővárosba és visszatérnie hazájába.
Míg a segédcirkáló fedélzetén a harc megvívásához szükséges legénység hátramaradt, addig a brit cirkáló figyelmetlenségét kihasználva a három szénszállító délnek hajózott el. A Bethania Charleston felé vette az útját és 14 napos út után tervezett odaérni. A választás főként azért erre a kikötőre esett, mert bíztak az amerikaiak jóindulatában, másrészt pedig a hajó nagy szénkészletekkel rendelkezett és a tisztjei úgy gondolták, ilyen távoli helyszínen való felbukkanására nem számítanak a britek és ezért az észak-amerikai partok mentén nem keresnék. A Bethania az 59 fős legénységéhez újabb 410 jött, akik mind a segédcirkálóról érkeztek. Ez a szűkös férőhely komoly nehézségeket okozott, főleg úgy, hogy a megszakított szenelés miatt sokan a tisztátalan ruhájukban voltak kénytelenek átszállni a szénszállítóra. Az út másnapján találkoztak ismét a Magdeburggal, mely szintén az Egyesült Államok felé tartott. Úgy döntöttek, hogy külön haladva jobbak az esélyeik és hamarosan ismét elváltak. Az út tizenharmadik napján, szeptember 7-én az Essex brit cirkáló azonban feltartóztatta a Bethaniát és a jamaikai Kingstonba kísérte, ahol a németeket internálták.
A Magdeburg szeptember 8-án sikeresen elérte New Yorkot, elsőként hírt adva a történtekről német szemmel. A britek előzőleg dicső győzelemként tálalták a Kaiser Wilhelm der Große saját cirkálójuk általi elsüllyesztését, amire viszont a szemtanúk beszámolói rácáfoltak.

## Az ütközet után
Az ütközet utáni napon, augusztus 27-én Reymann fregattkapitány a következő tartalmú írásos tiltakozást nyújtotta át a spanyol erődparancsnoknak:
„Arra kérem Önt, Parancsnok Úr, a spanyol kormánynak jelentse, hogy a legélesebb módon tiltakozom a Highflyer angol cirkáló [fellépése] ellen, mely a spanyol semlegességet durva módon megsértette azzal, hogy a német Kaiser Wilhelm der Große felfegyverzett hajóval harcot kezdeményezett. Emez 2000 m távolságra volt a Río de Oró-i spanyol partoktól lehorgonyozva. Az angol nem volt tekintettel a három német gőzhajóra sem, melyek közül kettő a Kaiser Wilhelm der Große mellett tartózkodott. Ez a spanyol semlegességen ejtett erőszak, az emberiesség elleni bűntett és egy olyan viselkedési mód, amely civilizált nemzetek között nem megszokott.”
A brit admiralitás a maga részéről úgy ítélte meg, hogy a Highflyer eljárása teljes mértékben igazolható. Ugyanakkor a brit történetírás is elismerően nyilatkozik a német parancsnok azon lovagiasnak ítélt intézkedéséről, hogy az elfogott hajókról származó foglyokat az összecsapás előtt a szénszállítókra átküldve biztonságba helyezte. A spanyol diplomácia előbb a britek eljárásával szemben fejezte ki tiltakozását, majd a brit panaszok után a németekével szemben is. A segédcirkáló elvesztése még az amúgy kifejezetten németellenes Times-t is elismerő szavakra késztette:
„Miközben üdvözöljük ennek a hajónak az elsüllyedését, nem nyomhatjuk el a „Kaiser Wilhelm der Grosse” parancsnoka iránt érzett szimpátiánkat ama lovagiasság tekintetében, mellyel a „Galician” utasait kezelte. Ilyen viselkedés várható el egy német tengerésztiszttől.”
A brit admiralitás első lordja, Winston Churchill által a Highflyernek küldött gratuláló távirat is tartalmazott elismerő szavakat, bár egyben rávilágít az emberiességről alkotott sajátos brit felfogásra is:
„Bravo Highflyer, nem csak Nagy-Britanniának tettél szolgálatot, hanem az egész világ békés kereskedelmének. Úgy tűnik a német tisztek és legénység eleget tettek emberiességi és önuralmi kötelességüknek; így méltók voltak a tengerészekhez illő bánásmódra.”
Hogy mit értett ez alatt Churchill, azt pontosan nem tudni, mivel a semleges vizeken horgonyzó hadihajó elleni támadás egyértelműen a nemzetközi szabályok megszegésének minősült, még akkor is, ha (esetlegesen) a német fél is megsértette a spanyol semlegességet a huzamosabb ottléttel. Ami a német emberveszteségek hiányát (csekély számát?) illeti – ha esetleg Churchill erre gondolt volna –, az nem a „tengerészekhez illő bánásmódnak” volt köszönhető, hanem a rendkívül pontatlan brit tüzérségnek, melynek a jelentős tüzérségi fölényével is súlyos gondokat okozott egy lehorgonyzottan álló óceánjáró eltalálása.

## Függelék

### A brit parancsnok jelentése
Az alábbi rész a Highflyer parancsnokának, 1914. augusztus 27-ei keltezésű jelentését tartalmazza az ütközetről. Az általa mint az „Ouro folyó torkolata” megadott helyszínnek valójában nem volt köze magához a folyóhoz, az a Spanyol-Szahara két tartománya közül a délinek volt a megjelölése egy területén időszakosan kialakuló folyó (vádi) után. Buller talán a Dakhla-félsziget által lehatárolt öblöt vélte folyótorkolatnak. A segédcirkálót felfegyverzett kereskedelmi cirkálóként kívánhatta megjelölni, de a középső tagot nyilvánvalóan kifelejtette (armed merchant cruiser).
A jelentésben közölt időpontok a német leírásokban szereplőktől két órával térnek el, így pl. míg a harc kezdetét a német leírások 13:16-ban állapítják meg, a brit jelentés ezt 15:10 utánra teszi. Míg a németek szerint a harc 84 percig tartott, a brit jelentés szerint csak 75 percig. Ez az eltérés talán abból adódhat, hogy utóbbi csak a németek fő lövegeivel vívott tűzharcra vonatkozik, a rövid szünet után a 3,7 cm-es ágyúkkal leadott lövésekre már nem.
Buller jelentősen túlbecsülte a segédcirkáló tűzerejét és a lövegeinek típusát helytelenül állapította meg, mert bár a szokványos német 10,5 cm űrméretű ágyúk voltak, nem az újabb típusúak, hanem már 26 éves konstrukciójúak voltak és fentebb már olvasható volt, milyen nehézségekkel járt használatuk. Buller tévesen tételezte fel, hogy a területen nincs a jogot érvényesíteni képes hatóság, mivel a németek többször is kapcsolatba léptek a közeli spanyol erőd parancsnokságával, melytől – még ha alaptalan hivatkozással is (hajtóműjavítás) – engedélyt kaptak a huzamosabb tartózkodásra. Sajnálatos módon Buller nem tér ki a hajók tüzérségi teljesítményére, így nem említi meg, hány találatot véltek elérni és pontosan mennyit szenvedtek el. A részletek hiányát a német történetírást szerkesztő Raeder is kiemeli. A hajói sebesültjeit 5 főben említi, míg a hajónaplóban az ütközet napján 10 sebesült szerepelt.

„Uram,
megtiszteltetés számomra jelenteni, hogy azt információt kaptam miszerint a "KAISER WILHELM DER GROSSE" német felfegyverzett cirkáló az Ouro folyó torkolatát szenelő bázisnak használja és már augusztus 17-ike óta folyamatosan itt tartózkodott több mint 48 óráig.
2. Augusztus 26-án délután értem az Ouro folyó elé. A "KAISER WILHELM DER GROSSE" a bejárat előtt vételezett szenet, két gőzhajóról, melyek a két oldalán voltak, míg egy harmadik előttük állt lehorgonyozva. Közelítettem felé és a „Felszólítom adja meg magát.” jelzést adtam le. Azt válaszolta, „A német hadihajók nem adják meg magukat, felszólítom vegye figyelembe a spanyol semlegességet.” Erre jeleztem neki, hogy amennyiben ez az ellenvetése, akkor én úgy gondolom ő már megszegte a semlegességet az Ouro folyó bázisként való használatával, és tüzet kell nyitnom rá amennyiben nem adja meg magát és kértem küldje el a szénszállítóit. Miután adtam neki még egy lehetőséget a megadásra, azt felelte nincs több mondanivalója.
3. Miután adtam számára egy órát és egy felet a megadásra vagy a kihajózásra, d. u. 3.10-kor egy lövést adtam le tőle messze jobbra célozva mire ő azonnal tüzet nyitott rám. Eddigre észak felé manővereztem a hajómmal és öt mérföldes távolságból tiszta kilövésem volt rá. A tüzet viszonozták és a tűzharc folytatódott, míg d. u. 4.25-kor be nem szüntette tüzét.
4. Meg lehetett figyelni, ahogy csónakokat eresztenek le és a legénységet partra szállítják. A „Nem kívánok felesleges emberveszteséget okozni” és az „Amennyiben bevonja a lobogóit akkor küldök csónakokat és orvosi segítséget” jelzést adtam le. Csónakok lettek leengedve a "Highflyer"-ről, de mielőtt elérhették volna a hajót, az d. u. 5.10-kor elsüllyedt a sekély vízben. A csónakjaink ezután a part felé közelítettek a Vörös Kereszt zászlaja alatt; és miközben így tettek, a partra ért túlélők agresszív pozíciót vettek fel a part menti homokdűnék mögött és a csónakok ezért vissza lettek hívva.
5. Az összecsapás ideje alatt az ellenség 3 gőzhajója elmenekült déli irányban. A nevük nem lett megállapítva; azonban feltehető, hogy közülük kettő a "MAGDEBURG" és az "ARUCAS" volt, melyek Las Palmast augusztus 23-án olajjal, szénnel és készletekkel a fedélzetükön hagyták el és a jelentések szerint a "KAISER WILHELM DER GROSSÉ"-hoz kívántak csatlakozni.
6. A "Highflyer" hajóteste könnyebben megrongálódott és sajnálattal jelentem, hogy Richard James Lobb a legénység egyik a fő hajóácshoz tartozó tagja, Hivatalos Száma M. 2882, életét veszítette és öt másik személy könnyebb sérüléseket szenvedett.
7. A "KAISER WILHELM DER GROSSE" úgy tűnt nyolc vagy tíz 10,5 cm-es modern ágyúval volt felszerelve. Lövedékeinek tömege 38 font. M. V. 3000 f. s. [Torkolati sebesség 3000 láb/s (?)]
8. Végkövetkeztetésként közlöm, hogy a "KAISER WILHELM DER GROSSE" az Ouro folyó torkolatában egy támaszpontot állított fel. A környező vidék vad, a part mentén lakatlan és nincs semleges hatóság elég közel ahhoz, hogy érvényesíthesse a jogot. Azonnali fellépésre volt szükség : nem álltam érintkezésben egyikkel sem a támogató cirkálók közül és ez a hajó, melyről minden okom megvolt feltételezni, hogy jelentős kárt okoz a kereskedelmi hajózásunknak, bizonyosan el tudott volna szökni sötétedés után a nagy sebességének köszönhetően. Ezért úgy döntöttem kötelességem felszólítani a megadásra, vagy elmaradásával tüzet nyitni.”

### Emil Aye első tiszt visszaemlékezése (könyvrészlet)
Emil Aye első tiszt visszaemlékezése 1917-ben könyv formájában jelent meg Németországban, miután a szerzője sikeresen el tudott szökni az internálásból és haza tudott térni Németországba még 1914-ben. A nyilvánvalóan propagandacélokat is szolgáló könyv korábbi lapjain a szerző kerülte a Duala szénszállító megnevezését és arra mint egy elfogott brit hajóra utalt.
Az Aye által említett 126 fogoly valószínűleg már csak 123 lehetett, miután közülük hárman németek voltak és a segédcirkálón beosztást is kaptak. Aye leírása szerint még a harc kezdete előtt sor került a foglyok és a nélkülözhető legénység átszállítása a szénszállítókra, utóbbiak esetén rendezett, előbbiek esetén kissé rendezetlen módon. Ez annyiban érdekes, hogy ellentétben áll Meyer kapitány beszámolójával (lásd lejjebb), melyben a hajó polgári kapitánya több tucatnyi német tengerész halálát sejteti. További érdekesség, hogy a(z egyik) brit verzió szerint addig nem is nyitottak tüzet, míg a két szénszállító el nem távolodott a segédcirkálótól. Aye öt a brit cirkálón elért találatot említ (Raedernél hét szerepel), de konkrétan csak egyet ír le, ami egy forduló manőverre (kitérésre) késztette az ellenfelet és ezután az igyekezett a német „lövegek lőtávolságának határán tartani magát”. Ebből és az ezt megelőző sajnálkozó mondatból („jött volna még közelebb”) arra lehet következtetni, hogy a Highflyer a találat után huzamosabb ideig tudatosan a lőtávolságukon kívül tarthatta magát. Ezzel szemben a német hivatalos történetírásban az szerepel, hogy az ellenséges cirkáló lényegében folyamatosan csökkentette a távolságot.
Az ellentétre a magyarázat talán az lehet, hogy a gyors német találattól (találatoktól) óvatosabbá váló britek valóban kitérhettek a hatásosabb német tűz elől, ugyanakkor a német történetírás lapjain sem akarták azt leírni, hogy a Kaiser Wilhelm der Große huzamosabb ideig úgy tüzelt, hogy esélye sem volt a lövegek hatótávolságán kívülre hátráló brit cirkáló eltalálására. (A folyamatos tüzelésre ennek ellenére a morál fenntartása végett lehetett szükség.) Ez egyben magyarázatul szolgálhatna a német tüzérektől szokatlanul alacsony találati arányra is, ami a 10,5 cm ágyúkkal leadott 250 lövésből elért 1 (biztos) találat esetén 0,4%, a saját megfigyelések alapján jelentett 7 találat esetén 2,8% lenne. Tekintettel a németek sokszorosan hátrányos helyzetére ez nem akármilyen keserű pirula lehetett a britek számára, így nem is csoda, hogy eltúlozták a velük szemben álló erő nagyságát és mellőzték a harc részleteinek ismertetését.

„Korán reggel öt órakor kezdődött a szénvételezés. Jól haladt a munka. A személyzeti tisztemmel [Rollenoffizier] még mindig találtunk új helyeket, ahol szenet juttathattunk át, így nagyon is úgy gondolhattuk, hogy a következő éjjel eléggé el lesz látva a hajó a kifutáshoz. De egész máshogyan lett. Röviddel déli tizenkettő után, épp mikor a legénység az ebédszünet miatt távozott, északon egy kis füstfelhő bukkant fel, ami számunkra tiszteknek, akik szokás szerint a szeneléshez használt ruhánkban a fedélzeten fogyasztottuk el az ebédünket, igazán gyanúsnak tűnt. Feltűnt az elülső árbóc, majd a kémények, ez csak egy hadihajó lehetett. Talán egy spanyol, mely a gyarmatot akarta meglátogatni, vagy éppen egy német lehetett? De ekkor láthatóvá vált a hajó fél sziluettje: „Mennydörgős mennykő”, mondta valaki, „ez egy angol.” És mintegy megerősítésként, ekkor odaát – a hajó még körülbelül 10000 méter távolságra volt – felvillant egy jelzőfény. Tehát kommunikálni akar velünk. A jelzőtiszt a fényszórónkhoz ugrott és az „Értettem” jelzést adta le. Ezután a következő jelzésváltás zajlott le:
Angol „Highflyer” cirkáló: „Highflyer”, surrender. (Adja meg magát.)
K. W. d. G: Nincs válasz.
Highflyer: I call you to surrender. (Felszólítom adja meg magát.)
K. W. d. G: Német hadihajók nem adják meg magukat. Kérem Önt a spanyol függetlenség tiszteletben tartására.
Highflyer: You coal the second time in this port. I call you to surrender, if not, I will fire on you at once. (Ön a második alkalommal vételez itt szenet, felszólítom, adja meg magát, amennyiben nem tesz így, akkor azonnal tüzet nyitok Önre).
K. W. d. G: Első alkalommal vételezek itt szenet, egyébként ez egy spanyol ügy.
Highflyer: Surrender at once. (Azonnal adja meg magát.)
K. W. d. G.: Nincs több mondanivalóm Önnek.
Időközben egy óra lett és a legénységet ismét a szenelési helyére küldtem, hogy a helyzet komolyságát ne ismerhessék fel azonnal. A parancsnok és az én számomra az angol cirkáló jelzései által világossá vált, hogy tekintet nélkül a spanyol semlegességre harcba bocsátkozna velünk. A parancsnok már a jelzésváltás közben parancsot adott nekem, hogy harc esetén a hajtóművek kezelőit, a lövegeknél nem alkalmazható fedélzeti személyzetet és a százhuszonhat angol foglyot az oldalt álló szénszállítókra küldjem át. Harcra pedig sor kellett hogy kerüljön, mivel csak tizennégy tengeri mérföldes sebesség eléréséhez megfelelően voltak felfűtve a kazánok. Ilyen csekély sebességgel a kitörést nem lehetett kivitelezni. A parancsnok ezért a lehető legtöbb emberi életet, melyek a tűzharcban nem lehettek segítségre, igyekezett megóvni. Mikor a „Highflyer” utolsó jelzése: „Adja meg magát azonnal”, beérkezett, akkor már mindenki tudta, hogy ütközetre kerül sor, mivel az átadás nem jöhetett szóba egy német hadihajó számára, még ha olyannyira gyenge is volt, az ellenség pedig oly erős. Csak egy dolog történhet: Harc a dicső bukásig!

	Lerohantam a hídról, hogy a gépek személyzetét a szénszállító fedélzetére küldjem. Égető volt a sietség, mert bármelyik pillanatban eldördülhetett az első lövés odaát. A lövegkezelők a lövegekhez siettek, ezeknél mindig elegendő mennyiségű készenléti muníció volt elhelyezve, a robbantóosztag a helyére vonult, a gépek személyzete a mérnökök felügyelete alatt átszállt a gőzösökre. A foglyok helyiségeihez futottam és bekiáltottam: „Menjenek azonnal a bal oldali szénszállító fedélzetére, egy angol cirkáló tüzet fog nyitni!” Hejj, hogyan futottak a fickók, fekete és fehér angolok egyaránt! Sapka nélkül, lobogó kabátokban másztak le a fedélzetről. Csak a halászhajó bátor kapitánya, akinek a hajója az első áldozatunk volt, fogott velem kezet és köszönte meg a jó ellátást; tudta, nehéz órák előtt állunk és lehet, ezek lesznek az utolsó óráink. „Köteleket elvágni”, jött a parancs, és „Racks” [hangutánzó szó], elszakadtak a kötelek, a szénszállítók elszabadultak a hajótól. „Háromszoros hurrát” kiáltottak nekünk, visszamaradóknak, majd ezután nem maradt már időm őket figyelni. Az egész pár perc alatt történt. Nem lehet olyan gyorsan elmesélni.

	Alig értelmezték odaát az utolsó válaszunkat, máris felvillant a „Highflyer” egész oldalsortüze: hat 15-centiméteres gránát süvített át a levegőn. A büszke hajónkról három kisebb gránát ugatott át egyidejű válaszként az angolhoz, aki előbb nagyon óvatosan 8800 méterre tartózkodott tőlünk. Ezzel egyidőben büszkén a szélben csapkodva a fő- és előárbócon magasba szöktek a hadilobogóink.

	Hova fog becsapódni a „Highflyer” első találata? Feszülten figyeltünk. Az első angol sortűz tőlünk ötszáz méterre röviden leérkezve a „Magdeburg” körül csapódott be, mely hajó még a horgonyfelvonással foglalatoskodott. Egy gránát elől a berakodó nyílásba talált be. Magas füstfelhő emelkedett a magasba.

	A gőzös felvonta a horgonyt és amilyen gyorsan csak tudott eltávolodott. Lassanként a „Highflyer” is közelített felénk a sortüzeivel és elérve minket villába fogott. De az egyes lövegek szórása olyan nagy volt hogy gyakran egy sortűz hat lövéséből három röviden a hajó elé, három gránát túl messze ért le, így mi középen épségben maradtunk. De itt és ott egy 15-centiméteres gránát mégis átcsörömpölt a hajón és a matrózok egy kis csoportjával feszülten figyeltem arra, hogy a becsapódás helyén keletkezett-e tűz. Ez volt az, amitől mi a legjobban tartottunk a hajónkon, melyen olyan sok fával borított fedélzet, faborítás stb. volt, mint egy modern csatahajórajon együttvéve sem. Ebből a megfontolásból szállíttatta át a parancsnokunk a legénység nagyobb részét a szénszállítókra. A maradék kezelte a nagy hajó harchoz szükséges eszközeit: a hajó és a tüzérség vezetését, a gyorstüzelő ágyúkat, a revolverágyúkat, a lőszerszállítást, a robbantásos elsüllyesztés előkészítését, a jelzésszolgáltatást, a tűzoltást. Mindenkinek a legtöbbet kellett kiadnia magából, hogy az ütközetet a német hadilobogó becsületére vívjuk a végsőkig.

	A gránátok tűzképző hatása [Brandwirkung] szerencsénkre csak csekély volt. Sehol nem keletkezett nyomukban tűz. Csak egyszer tűnt így: egy 15-centiméteres gránát a közvetlen közelemben ütötte át a fafedélzetet és egy fedélzettel alattam robbant fel anélkül, hogy megsebesített volna. Csak sűrű füst borított be engem. Egy kis tűz ütött ki a fafedélzeten, de ezt a gránát által eltört tűzoltóvezetékből kiáramló víz gyorsan eloltotta. Elég volt csak néznünk. Az angol gránátok csekély tűzképző hatása megnyugtatólag hatott. Tehát ha egy ilyen cukorsüveg nem pont a fejére esik valakinek, akkor nem történhet semmi baj, állapítottuk meg.

	A tüzértiszt nagy fájdalommal vette észre a harc kezdetekor, hogy az ágyúival nem tudja elérni a „Highflyer”-t. Az angol messzebbre volt mint 8000 méter, és az ágyúk emelhetősége csak 8000 méter távolságra való tüzelést tett lehetővé. De a tüzértiszt tudta, hogyan segítsen magán és a jelöletlen magasságbeállító rudat [Aufsatzstange] egy-két centiméterrel tovább kihúzatta és így tüzeltetett. És lám, általános örömre messzehordó lövéseket lehetett leadni. Azonban az egyik ágyú a nagy csőemelkedést nem bírta. Az egyik lövésnél az ágyúcsöve bukfencet vetve esett a fedélzetre anélkül, hogy bárkit megsebesített volna. A tüzértiszt megelégedésére a „Highflyer” 7500 méterre közelített és kevés számú sortűzzel sikerült öt találatot elérnie rajta. Egy magas, fehér gőzfelhő tört elő az ellenséges hajóból, mire rögtön a másik oldalát mutatta felénk. Jött volna még csak közelebb, a repeszgránátjaink okoztak volna neki pár veszteséget, de az angol megriadt a muníciónktól és nagyon is bölcsen mindig a lövegeink lőtávolságának határán tartotta magát. Így tartott az ütközet már másfél órán át, ami számunkra csak pár percnek tűnt, anélkül, hogy a hajónk komoly sérülést szerzett volna. Azonban a lőszer elfogyott. A parancsnok ekkor parancsot adott a hajó robbantással való elsüllyesztésére, én mentőcsónakokat készítettem fel a leengedéshez és a sebesültek elhelyezésénél. A lövegalkatrészeket és a puskákat a vízbe hajítottuk, hogy ne kerülhessenek az ellenség kezére. Ezután került sor a robbantásra és a robbanások elfojtottan mennydörögtek végig a hajón, mely a hazájának háborúban és békében oly hű szolgálatot tett. A robbantást vezető torpedótisztünk [Torpedo-Oberbootsmannsmaat] teljesen letörten jött elő az alsó termekből, ahol a tölteteket működésbe hozta és szomorúan mászott le a fedélzetről. A „Kaiser” lassan mélyebbre merült, megtelt vízzel és bal oldalára dőlt, a víz beáramlott a négy nagy kéményébe, az árbóccsúcsokon lévő hadilobogók alámerültek: „Kaiser Wilhelm der Große”, a mi szép segédcirkálónk nem volt többé! Utolsóként a parancsnok hagyta el a fedélzetet. A három csónakból háromszoros hurrá kísérte az alámerülő hajót és a „Deutschland, Deutschland über alles” hangzott a vízfelszín felett, amint a part irányába eveztünk.”

### Gottfried Rudolph Meyer kapitány visszaemlékezése
Gottfried Rudolph Meyer, a hajó polgári kapitánya a már a fegyverszünet megkötését követően, 1919 januárjában vetette papírra a visszaemlékezéseit egyik rokonának kérésére New Yorkban. Ez már négy és fél évvel az események után volt és vélhetőleg Meyer olvashatta Aye sorhajóhadnagy 1917-ben kiadott könyvét és pár dolgot máshogyan ad elő, mint a nyilvánvalóan helyenként propagandisztikus ihletésű mű. Így például a Galician szabadon engedéséről az utasaira való tekintettel Reymann fregattkapitány az ő tanácsára döntött, nem pedig Aye tanácsai alapján. Az általa leírtak egy része nyilvánvalóan angolszász sajtótermékekből származott, így például az angol veszteségekre vonatkozó adatok. A briteknek a háború során később is rendkívül gyengének bizonyuló tüzérségi teljesítményét ő is többször kiemeli és az első találatukat a harmincadik (!) sortűzzel véli elértnek, ami viszont lehet nem felelt meg a valóságnak, mivel az első két találat a hajó elejét a hivatalos történetírást szerkesztő Raeder szerint víz alatt érte az összecsapásnak viszonylag az elején és ezek hasonlóan a 10 brit találat többségéhez távolról észlelhetőek, mivel nem jártak látványos robbanással. Az általa a Magdeburg hídját ért találat valószínűleg téves visszaemlékezés, mivel egy ilyen találatot más visszaemlékezések szerint is a segédcirkáló szenvedett el. Meyer leírásában az Arucas gőzös tévesen mindig Portugal névvel szerepel. Vélhetőleg a hajónak csak a nemzetiségére emlékezett.
Érdekes és erősen kétséges a leírásának az a része, mikor a Kaiser Wilhelm által elszenvedett emberveszteségekről ír. Ez a része az eseményeknek azért is érdekes, mert minden visszaemlékezés erősen eltér egymástól. A britek állításuk szerint megvárták, míg a szénszállítók eltávolodnak a segédcirkálótól és csak aztán nyitottak tüzet, Raeder leírásában a foglyokat és a harcban nélkülözhető legénységet röviddel a tűzharc kezdete előtt küldték át a szénszállítókra, míg Meyernél erre már a harc megkezdése után került sor és nagy fejetlenséggel, halálos áldozatokkal járt volna. Ha történtek is volna esetleg halálesetek, bizonyosan nem olyan mértékben mint az ő leírásában, tekintettel arra, hogy a Kaiser Wilhelm legénységének 410 tagja esett brit hadifogságba a Bethániával és mintegy 160 tagja került internálásra Las Palmasban. Ez a két szám közel megegyezik a segédcirkáló teljes előírt legénységével (Raeder szerint 584 fő). Ezenfelül ő a Bethániával már rég eltávolodhatott a segédcirkálótól, mikor azon a robbanótölteteket működésbe hozták, így rejtélyes, miből vehette bizonyosra, hogy ezekben a robbanásokban legalább 40 ember veszítette az életét. Meyer állításaira cáfol rá talán az is, hogy bár a britek küldtek csónakokat a felborult segédcirkálóhoz, a brit jelentésekben nem tesznek említést német emberi veszteségekről.
Vélhetőleg számos információ amit papírra vetett már a hadifogsága/internálása idején jutott tudomására és ezeket is felhasználta a saját élményei leírásakor.

„(…) A haditanács reggel úgy határozott, hogy a szénvételezés után délnek, Brazília felé indulunk és ott kezdjük meg ismét segédcirkálói tevékenységünket. Délután 12:30-kor jelentett az árbóckosárban lévő őrszem egy nyugati irányban lévő hajót messze a horizonton. Felmentem a hídra és a távcsövemmel szemügyre véve megállapítottam, hogy egy háromkéményes gőzhajó volt, ami ezen a környéken mindig gyanúsnak számít. Röviddel rá a parancsnok is megjelent és közöltem vele, hogy egy hadihajó látható, valószínűleg egy angol. – A hadihajó felbukkanása a többi tisztet is a hídra csalogatta, mire a parancsnok a maga nyugodt módján a következőt mondta: „Nos végre mégis csak látunk egy angolt.”  

	A hadihajó már csak 8 mérföldre volt, mikor lassított és felkészült a harcra. Természetesen többé nem vettük le róla a szemünk. – Közben a parancsnoki hídon megvitattuk, mit kell tenni. Mivel a csekély szénkészletünkkel nem szakadhattunk el és a semleges vizek elhagyása az angolt feljogosította volna a lelövésünkre, magunkat a semleges kikötőben biztos helyen tudva arra a döntésre jutottunk, hogy a szénvételezésünket erőltetetten folytatjuk és éjjel 1 órakor, mikor a Hold lenyugszik, néhány jól irányzott sortűzzel kitörünk. Ha a kormánylapátot és a hajtóművet nem érné találat, úgy nagy lenne a valószínűsége annak, hogy a tervünk sikerül. – Pontban 1 órakor folytattuk a szénvételezést, csak a négy elülső löveg kezelőszemélyzete lett a biztonság kedvéért a lövegek mellé rendelve. – D. u. 1.30 körül járt az idő, mikor az angol cirkáló a fényszórójával leadott morzejelekkel előbb a nevét (HIGHFLYER) jelezte, majd röviddel rá az „Adja meg magát azonnal, vagy lövök.” jelzést adta le. Válaszként a részünkről hasonló módon a következő jelzés lett leadva: „Egy német hadihajó soha nem adja meg magát, vegye figyelembe a semlegességet.” Miközben a tat árbócrúdján lévőn túl, ahol a hadilobogó vígan lobogott a szélben, a két árbócra is felvonták a zászlókat, a HIGHFLYER orrlövegéből leadták az első lövést, amit a mi részünkről azonnal viszonoztak négy lövéssel. – Az angol cirkáló 3 mérföldre közelített meg minket az ütközet megnyitásakor. – A részünkről érkező hirtelen válasz az unokatestvéreket rettentően felbosszanthatta, mivel ezután az oldalát mutatta felénk és egyik sortüzet a másik után adta le. – Egy sajátos muzsika volt amit hallottunk, mikor az angol egész oldala felvillant és utána a gránátok fütyülve és sisteregve elzúgtak a fülünk mellett. Magasra fröcskölődött fel a víz, ahogy ezek a szép labdák a vízbe csapódtak avagy még párszor megpattantak a vízen mielőtt eltűntek volna. Amennyire csak tudtunk, védekeztünk ez ellen a túlerő ellen és gyors egymásutánban követte lövés a lövést. Hamar sikerült elérnünk egy találatot, ami az angolon hat embert megsebesített és egy embert megölt. – 

	A KAISER WILHELM DER GROSSE becsületet szerzett a nevének és bátran védekezett, amennyire ez egy tehetetlenül lehorgonyzott hajótól kitellett. – Az angol olyannyira szánalmasan lőtt, hogy jó 30 lövést [sortüzet] leadott már, mire az első találat becsapódott nálunk. – Az ember képes mindent megszokni [Der Mensch ist ein Gewohnheitsthier…] és így mi is hamar hozzászoktunk ehhez a sajátos muzsikához.  Mindenki nyugodt maradt a fedélzeten nálunk és fürgén és pontosan lett végrehajtva minden parancs és utasítás. Huzamosabb ideig nem állhatott ellen a tehetetlen hajó a cirkálónak és így meg kellett találni annak a módját, hogy a lehető legkevesebb ember jusson az ellenség kezére. – Amint a lőszerkészletünk víz alá került és nem lehetett már tüzelni, parancs érkezett a hajóban lévő robbanótöltetek meggyújtására, számos vízválasztófal, ajtó és szelep megnyitására, majd a hajó elhagyására. – Minden parancsot szigorúan végrehajtottak és ezzel e büszke, szép, a világon olyannyira szeretett hajó sorsa megpecsételődött. – Nem tudom leírni az érzelmeimet ebben a pillanatban, és maradjanak is meg nekem, csak annyit akarok megemlíteni, hogy jelen voltam a hajó építésekor, részt vettem benne és részt vettem az első útján is másodtisztként és most kapitányaként az a sors jutott nekem, hogy sírjába is elkísérjem. – A legénység egy része átugrált a PORTUGAL [Arucas] gőzösre, egy része a BETHANIA gőzösre, egyesek csónakokba szálltak, mások a vízbe ugrottak és a part felé úsztak. A robbanáskor 40 ember halhatott meg, sokan mások megfulladtak mikor nem sikerülve átugraniuk a szénszállítókra a vízbe estek, másokat a hajók nyomtak össze palacsintává és vesztették így életüket. A két oldalt álló hajónak ezután minél előbb el kellett távolodnia a robbanástól. Ezért minden kötelet elvágtak és a szénszállítók a golyózáporban elhagyták a süllyedő KAISER WILHELM DER GROSSÉt. – Én a BETHANIA fedélzetére kerültem és azonnal a hídra siettem Ruparth kapitányhoz, egy 65 éves emberhez, aki számára ez az egész lövöldözés nem sokat mondott és a sokktól azt sem tudta, mit is kellene elsőként tennie. – Ekkor, bár nem is voltam ehhez jogosult, magamhoz ragadtam a parancsnokságot és először teljes erővel hátramenetre adtam parancsot, miközben a gránátok jobbra és balra és a fejünk felett zúgtak el. Az angol szánalmasan gyatrán lőtt és hála Istennek nem talált. – Amint [manőverezéshez szabad] helyünk lett, szorosan a KAISER WILHELM tatja mögött elkanyarodtunk, majd a partvonal mentén délnek vettük az irányt. – A hadikasszát, ami 210000 márkát tartalmazott aranyban és ezüstben, a BETHANIA fedélzetére hozták át egy titkos könyveket, instrukciókat tartalmazó zsákkal együtt, egy másik zsákban pedig a tevékenységünkkel kapcsolatos jelentéseket. A titkos könyveket és instrukciókat tartalmazó zsákot azonnal a tengerbe dobtuk mélyebb vizekhez érve, megfelelő nehezékekkel ellátva. – Amint továbbhaladtunk, láttuk ahogy a MAGDEBURG és a PORTUGAL  követi a példánkat. A MAGDEBURG két találatot kapott. Az egyik a híd bal oldalát szakította le, a másik a matrózok szállásán haladt át anélkül, hogy végzett volna bárkivel, csak egy valaki sérült meg könnyebben. Elborzadva tapasztaltuk ezt, mivel egy lövés az elülső raktárába hatalmas katasztrófát okozhatott volna, ami minden hajót emberestül-egerestül a levegőbe repített volna, mivel az elülső raktérben 750 tonna dinamit volt elhelyezve. Miután a három hajó egy mérföldnyire eltávolodott a tűzvonaltól, megálltunk és félénken vártuk az angol cirkáló jelzéseit, amivel minket arra utasítana, hogy vessünk azonnal horgonyt, különben a tenger fenekére küld minket. – Azonban a HIGHFLYERen semmilyen jelzést nem vontak fel, csak szakadatlanul repkedtek a gránátok a KAISER WILHELM DER GROSSE irányába, mire én a BETHANIÁt azonnal teljes gőzzel déli irányba vittem a part mentén, a két másik hajó pedig követett, így ment a vad hajsza délnek. – Hamarosan a golyózáporban három fekete felhőt, egyet elől, egyet középen és egyet hátul vettünk észre felemelkedni a KAISER WILHELM DER GROSSE fedélzetén, ami számunkra azt jelentette, hogy a pusztítás sikerrel járt és a hajó víz alatti része szét lett robbantva. Miért nem érkezett jelzés és az angol miért engedett futni három hajót számomra megmagyarázhatatlan. Egy német hadihajóval ez biztosan nem történhetett volna meg, még ha az angol cirkáló nem is volt sértetlen, egy jelzés és egy figyelmeztető lövés elég lett volna, hogy minket lehorgonyzásra szólítson fel és senki nem mert volna továbbhaladni. – Bizonyosan kevés körültekintés és energikusság lakozott az angol cirkáló fedélzetén lévő vezetőkben. – Miközben mi délnek hajóztunk, a távcsöveink természetesen hamar az angol cirkálóra szegeződtek, majd a büszke hajónkra, mely jelentősen megdőlt a behatoló víz hatására. – Hatot mutatott az óra és hamar kezdett beesteledni, így felvetődött a kérdés: „Hova akarunk menekülni?”  Ha a Kanári-szigetekre akarunk eljutni, akkor viszonylag hamar elfognak az ellenséges hadihajók, a Zöld-foki-szigetek pedig ellenséges terület. Ha a francia elfog minket, úgy biztosan Dakarba visz minket, az Afrika nyugati partján lévő francia gyarmatra, ami egyet jelentene a betegségekkel és az atrózissal, mivel biztos a Szahara sivatagba hajtanák a sok embert és a fekete katonákra hagynának rá minket, ezenkívül Dakarban malária, sárgaság és afrikai malária mindennapos lenne az európaiak körében, mivel az összeszámolás szerint 469 lélek volt a fedélzeten. – Így tehát meg kellett próbálnunk eljutni Brazíliába, Nyugat-Indiába vagy akár az amerikai keleti partra. – A BETHANIA azonban csak a saját személyzetének, 59 embernek számára rendelkezett férőhellyel, de szerencsés módon volt a fedélzeten rizs, makaróni és vaj, szenünk bőségesen volt, csak az ivóvízzel kellett rendkívül óvatosan bánnunk, mivel nagyon kevés volt belőle. Ennek ellenére a következő okokból Észak-Amerika mellett döntöttünk: egyrészt itt találnánk a legjobb segítséget és egészségügyi szempontból ez a legjobb választás, ezenkívül ami számunkra a legmeghatározóbb volt, úgy hittük innen hazatérhetünk és ismét szolgálhatjuk a hazát. Ezen felül annyiban a legbiztonságosabb út volt, hogy az ellenség aligha számolt azzal, hogy a 3600 mérföldes út megtételével próbálkoznánk, mivel nem számolt az ilyen nagy szénkészlet meglétével a hajónkon. Így a partvonaltól azonnal eltávolodtunk és nyugati irányba fordultunk. Az éjszaka folyamán hallottuk, ahogy a HIGHFLYER Dakarral igyekezett kapcsolatba lépni, hogy a ragyogó győzelmét világgá kürtölje. Nyomorúságos hazugság, mint mindig az angolok részéről, mivel a 4 hajó közül, melyek a hatalmába kerültek, a cirkáló egyet sem ejtett zsákmányul és az elvesztett hajót mi magunk süllyesztettük el. – A körülbelül 1100 emberből egyeseket megsebesített vagy megölt ugyan, de egyetlen egyet sem ejtett foglyul, pedig mindet hatalmába keríthette volna némi energikussággal és körültekintéssel. Ezzel szemben a sikere csak a hadihajónak a segédcirkálóval szembeni fölényéből adódott csupán, ami természetszerűleg utóbbinak a bukásával kellett járjon.”

## Fordítás
- Ez a szócikk részben vagy egészben  a   Battle of Rio de Oro című angol Wikipédia-szócikk ezen változatának fordításán alapul.  Az eredeti cikk szerkesztőit annak laptörténete sorolja fel. Ez a jelzés csupán a megfogalmazás eredetét és a szerzői jogokat jelzi, nem szolgál a cikkben szereplő információk forrásmegjelöléseként.